# Casa Dorothy H. Turkel
La Casa Dorothy H. Turkel es una residencia privada ubicada en 2760 West 7 Mile Road en el centro-norte de Detroit, Míchigan, dentro del vecindario de Palmer Woods. Fue diseñado por Frank Lloyd Wright y terminada en 1956.
La Dorothy H. Turkel House es el único edificio diseñado por Wright dentro de los límites de la ciudad de Detroit. La espaciosa residencia de dos pisos también es un raro ejemplo de diseño usoniano, ya que las "casas usonianas" eran típicamente pequeñas viviendas de un solo piso. Recientemente fue restaurada tras años de abandono y desocupación, a un costo reportado de un millón de dólares.

## Lectura adicional
- Storrer, William Allin. The Frank Lloyd Wright Companion. University Of Chicago Press, 2006, ISBN 0-226-77621-2 (S.388)